# Edgar Tezak
Edgar Tezak (* 27. November 1949 in Graz) ist ein österreichischer Maler und Grafiker. Derzeit arbeitet er als Lehrbeauftragter an der Universität für angewandte Kunst Wien.
Edgar Tezak studierte an der Akademie für bildende Künste in Wien bei Rudolf Hausner. Seit 1970 nahm er wiederholt an Ausstellungen teil. Von 1979 bis 1994 arbeitete er in New York. 1990 bis 1991 entstand in Indien gemeinsam mit André Heller das von Werner Herzog verfilmte Projekt Jagmandir, das exzentrische Privattheater des Maharanas von Udaipur. 1995 erhielt Tezak einen Lehrauftrag an der Universität für angewandte Kunst in Wien (Klasse Christian Ludwig Attersee).

## Ausstellungen
- 2003: Wunschgefüllte Hände!, Stadtgalerie Vienna, Wien.
- 2004: That's new!, IG Bildende Kunst, Wien.
- 2010: Geröstete Farben, Galerie Eugen Lendl, Graz.
- 2011: Serviert die Linie, Galerie Thiele, Linz.